# Роды интервальных систем
Интервальные роды, или роды интервальных систем, в теории музыки — понятие, обобщающее различные типовые интервальные структуры, обычно представляемые в виде звукорядов. Понятие интервального рода введено Ю. Н. Холоповым в его учении о гармонии, по образцу античного учения о родах мелоса (см. «Гармоника»). 

## Общая характеристика
Подобно понятию лада, род связан со звукорядом, но в отличие от лада, род определяет не динамические функции тонов и созвучий, а только (статические, константные) интервальные отношения членов звукового ряда. В отличие от строя, род — понятие не математического, а музыкально-логического порядка. В музыкальной акустике интервал как физическая сущность описывается в виде определённого числового отношения частот (например, лимма = 256/243), а в учении о родах интервалов рассматривается как «метафизическая» категория, объект специфически музыкальной логики. Например, музыковеды XIX – XXI вв. говорят о «тоне» и «полутоне» независимо от того, какими числовыми отношениями эти интервалы выражены в конкретном строе. 
Род, соприкасаясь и с ладом, и со строем, занимает как бы промежуточное положение между тем и другим. Интервальный род представляет собой одновременно материал для лада(-ов) и конкретную звуковысотную форму (обычно представляемую в виде звукоряда) музыкального строя. Например, диатоника составляла материальную основу григорианских распевов в церковных ладах, сама при этом будучи формой, организованной на основе пифагорова строя.
Понятие рода впервые было разработано древнегреческими учёными музыкантами и философами, но в ходе многовековой истории музыки значения терминов, введённых греками, изменились (в некоторых случаях необратимо). Сообразуясь с требованиями исторической практики (древней и современной, западной и восточной), Холопов установил 6 наиболее важных родов интервальных систем:
- пентатонику;
- диатонику;
- миксодиатонику;
- гемиолика;
- хроматика;
- микрохроматика (см. также «Энармоника»).

В число интервальных родов Холопов условно включил седьмой род — экмелику, интервалы которой неопределённы ввиду того, что в самих экмелических звуках отсутствует высотная определённость. Внутри каждого рода принято выделять виды интервальных систем (например, модуляционная, альтерационная, автономная хроматика). 
По мере расширения хронологических и географических рамок изучения музыки возникает необходимость выделять и другие интервальные системы (например, в традиционной профессиональной музыке Востока, в экспериментальных сочинениях современных композиторов).